# Biberon

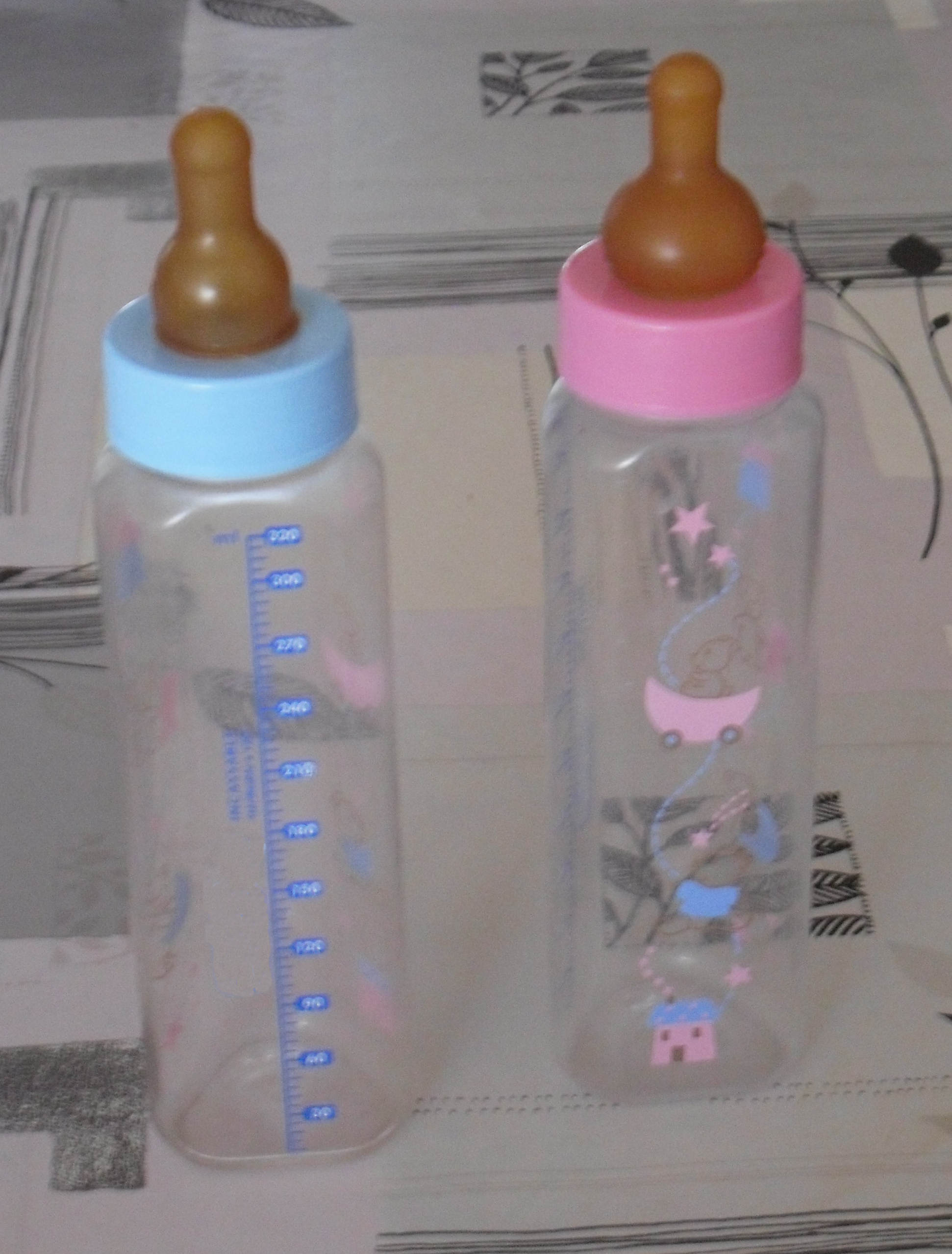
Două biberoane

Biberonul este un recipient de plastic sau de sticlă prevăzută la capăt cu un vârf de cauciuc în formă de sfârc, folosit la alăptarea sugarilor.